# ストリートグラフィティ ロールプレイ
ストリートグラフィティ ロールプレイは、日本の配信者しょぼすけによって運営されている『グランド・セフト・オートV』のMODを使用したゲームサーバー。 
2022年8月に始動し、2024年までに参加者は200名を超える。日本国内のグランド・セフト・オートのマルチサーバーとしては最大規模である。

## 概要
参加条件はYouTubeやTwitch等のプラットフォームで配信活動をしていること。全ての参加者は『グランド・セフト・オートV』内の職業に就くことが可能。それに応じてロールプレイをする必要がある。システムによるゲームオーバーは無く、参加者が自らの意思でエンディングを決定する。

## 歴史
- 2022年8月28日「ストリーマーグラセフ」運営開始。
- 2023年4月17日サーバー名を「ストリートグラフィティ ロールプレイ」に変更。

## 特色
- 原則としてゲームだと認識させる用語を回避する傾向がある。再起動やバグなど回避不能な事象が発生した場合は別の単語への言い換えが図られる。
- 同プレイヤーが複数のキャラクターを作成し参加することが可能。ゲーム内ではキャラクター毎に別人として扱われる。
- ストグラFV  - ストグラFVでは配信活動を行っていない一般ユーザーの参加が可能。

## コラボ
- ストグラ公式グッズ[3]
- ストグラ2周年記念グッズ[4](日本郵政 2024年8月28日〜2024年9月29日まで)
- ストグラキャンペーン[5](ローソン 2024年9月10日〜2024年9月23日まで)
- ストグラ2周年街歩き in NAKANO[6](2024年10月11日〜2024年12月22日開催)
- コラボカフェ「ちょけ隊れすきゅ〜！」[7](スイーツパラダイス 2024年1月4日〜2月2日開催)